# Kaxholmen
Kaxholmen est une localité de Suède peuplée de 1 402 habitants et située dans la commune de Jönköping.